# Isaac Bonewits
Phillip Emmons Isaac Bonewits (Royal Oak, 1º ottobre 1949 – Valley Cottage, 12 agosto 2010) è stato uno scrittore attivo nel contesto neopagano.
Noto come sacerdote della tradizione neodruidica, oratore, giornalista, cantante, autore di canzoni, incisore e artista indipendente. Bonewits è uno dei maggiori esponenti dell'occultismo degli anni sessanta. 
Prima di morire Isaac ha esortato il mondo neopagano all'assistenza degli anziani neopagani, parlando apertamente nella conferenza degli studi pagani della California.

## Biografia

### L'adesione all'occultismo ed al satanismo
Dopo essersi iscritto, nel 1966, alla UC Berkeley aderì alla riforma promossa dall'associazione dei "druidi riformati del Nord America" (RDNA). Nel 1969 venne ordinato sacerdote neodruidico e negli stessi anni aderì alla Chiesa di Satana sebbene poco dopo se ne allontani a causa di uno scontro filosofico e fideistico con Anton Lavey. Durante la sua adesione alla Chiesa di Satana pubblica nel 1970 il documentario Satanis, tuttavia nel suo articolo La mia avventura Satanica
afferma che i rituali apparsi in Satanis erano semplicemente delle caricature cinematografiche volute da alcuni registi e non delle cerimonie neopagane praticate realmente. 
Nel 1970, l'Università di Berkeley congeda Bonewits con il titolo di baccellierato in arti, il titolo emanato dal UC Berkeley fu l'unico nella sua storia ad avere come perno la magia. Alcune voci non confermate affermano che a causa della cattiva pubblicità che col tempo si insinuerà nella vita di Isaac, sarà espulso dal gruppo di studi che si era venuto a creare con la sua investitura universitaria.

### Le opere e l'attività
Nel 1971 pubblica il primo libro Real Magic (Vera Magia). Dal 1973 al 1975 Bonewits si impegna nell'attività neopagana lavorando come redattore della rivista Gnostica del Minnesota, fondando un ramo scismatico della RDNA conosciuto come Schismatic Druids of North America, aiutando la formazione di vari gruppi come gli Hasidic Druids of North America, dove sarà conosciuto per lungo tempo col titolo di gentile tipico dei clan o delle tribù. Inoltre aprirà il primo istituto per i diritti dei neopagani che tuttavia avrà vita breve, l'Aquarian Anti-Defamation League (AADL). 
Nel 1976 ritorna a Berkeley, dove avvia un progetto noto come NRDNA ovvero Riformatic Druids of North America. In questo periodo sarà eletto arcidruido di Berkeley Grove. 
Nel 1983 fonda l'Ár nDraíocht Féin (nota anche come ADF o Fratellanza Druidica). La denominazione di questo nuovo gruppo con a capo Isaac deriva dall'irlandese moderno e significa "la nostra magia" in riferimento al Druidismo. L'associazione è stata presentata al pubblico nel 1984 aprendo le iscrizioni nel WinterStar Symposium dello stesso anno. Nel corso degli anni l'importanza di questo Druido aumenterà progressivamente al suo coinvolgimento in varie filosofie e Ordini preesistenti come l'Ordo Templis Orientis, la Wicca Gardneriana, il Nuovo e Riformato Ordine della Golden Dawn (che non va confuso con l'Ordine Ermetico della Golden Dawn di tutt'altra origine e credenze).

### Gli ultimi anni e la morte
Bonewits guiderà l'ADF fino al 1996 momento in cui, a causa delle comparsa di sintomi legati all'eosinofilia, dovette dare le sue dimissioni mantenendo il grande titolo di ArciDruido dell'ADF. Come cantautore e scrittore ha prodotto e pubblicato vari libi e CD di musica a sfondo neopagano e varie registrazioni di conferenze e tavole rotonde su argomenti relativi a questo settore. Visse in seguito a Rockland Country come membro del Covenant of Unitarian Universalist Pagans o in forma abbreviata CUUPS (Alleanza dei Pagani Unitari ed Universalistici). Il 23 luglio del 2004 si sposò con l'ex vicepresidente dell'associazione succitata, Phaedra Heyman Bonewits, in una cerimonia di Handfasting. Aveva avuto un figlio dal precedente matrimonio con la scrittrice e sacerdotessa gardneriana Deborah Lipp. Il matrimonio con Phaedra divenne legale il 31 dicembre del 2007, tre anni prima ella morte, poiché la procedura di divorzio con la Lipp non si era ancora conclusa.

## Contributi al Neopaganesimo
Bonewits ha coniato gran parte dei termini che descrivono i problemi e le caratteristiche culturali del Neopaganesimo nordamericano. 
- Pioniere nell'utilizzo di termini come Tealogia (dal greco Thea, “dea” + Logia, “discorso”), "paleo- paganesimo", "meso-paganesimo" e numerosi altri neologismi.
- Creò il termine Ricostruzionismo Pagano (Pagan Reconstructionism)[6]  sebbene i futuri gruppi fondati da Isaac divergeranno dal significato originario.
- Fondò l'ADF che nel 1990 fu considerata dal Delaware degli Stati Uniti come una delle 501 organizzazioni no-profit.
- Sviluppò il metodo ABCDEF o l'Advanced Bonewits Cult Danger Evalutation Frame per controllare il livello di onestà ed equilibrio del gruppo religioso tramite una serie di domande e test.
- Diffuse la famosa frase "Never Again the Burning" (Mai più bruceremo).[7]
- Criticò nel Bonewits's Essential Guide to Witchcraft and Wicca le tesi riportate da Margaret Murray sulle streghe e i culti pagani.

## Cultura di massa
- Nel video musicale A Witches Invitation il cantante Carman va incontro ad un “Warlock” (stregone) di nome Isaac Horowitz.

## Opere
- Real Magic: An Introductory Treatise on the Basic Principles of Yellow Magic. (1972, 1979, 1989) Weiser Books
- Authentic Thaumaturgy. (1978, 1998) Steve Jackson Games. Manuale sullo sviluppare sistemi magici per un gioco di ruolo.
- Rites of Worship: A Neopagan Approach. (2003) Earth Religions Press
- Witchcraft: A Concise Guide or Which Witch Is Which?. (2003) Earth Religions Press
- The Pagan Man: Priests, Warriors, Hunters, and Drummers. (2005) Citadel *Bonewits's Essential Guide to Witchcraft and Wicca. (2006) Citadel
- Bonewits's Essential Guide to Druidism. (2006) Citadel *Real Energy: Systems, *Spirits, And Substances to Heal, Change, And Grow. (2007) New Leaf, Coautrice Phaedra Bonewits.
- Neopagan Rites: A Guide to Creating Public Rituals that Work. (2007) Llewellyn

## Discografia
Musica
- Be Pagan Once Again! - Isaac Bonewits & Friends (include Ian Corrigan, Victoria Ganger, e Todd Alan) (CD)
- Avalon is Rising! - Real Magic (CD)

Audiocorsi
- The Structure of Craft Ritual
- A Magician Prepares
- Programming Magical Ritual: Top-Down Liturgical Design
- Druidism: Ancient & Modern
- How Does Magic Work?
- Rituals That Work
- Sexual Magic & Magical Sex (con Deborah Lipp)
- Making Fun of Religion (con Deborah Lipp)

Audiodiscussioni
- The Magickal Movement: Present & Future (con Margot Adler, Selena Fox, e Robert Anton Wilson)
- Magick Changing the World, the World Changing Magick (con AmyLee, Selena Fox, Jeff Rosenbaum e Robert Anton Wilson)